# Tetsurō Uki
Tetsurō Uki (jap. 浮氣 哲郎, Uki Tetsurō; * 4. Oktober 1971 in der Präfektur Chiba) ist ein ehemaliger japanischer Fußballspieler und -trainer.

## Karriere
Uki erlernte das Fußballspielen in der Schulmannschaft der Senshu University Matsudo High School und der Universitätsmannschaft der Gakugei-Universität Tokio. Seinen ersten Vertrag unterschrieb er 1994 bei Tokyo Gas. Der Verein spielte in der zweithöchsten Liga des Landes, der Japan Football League. Für den Verein absolvierte er 80 Spiele. 1997 wechselte er zum Erstligisten JEF United Ichihara. Für den Verein absolvierte er fünf Erstligaspiele. 1998 kehrte er zu Tokyo Gas zurück. Für den Verein absolvierte er 27 Spiele. 1999 wechselte er zum Ligakonkurrenten Ōmiya Ardija. Für den Verein absolvierte er 72 Spiele. 2001 wechselte er zum Ligakonkurrenten Montedio Yamagata. Für den Verein absolvierte er 39 Spiele. 2002 wechselte er zum Ligakonkurrenten Ōita Trinita. 2002 wurde er mit dem Verein Meister der J2 League und stieg in die J1 League auf. Für den Verein absolvierte er 49 Spiele. 2004 wechselte er zum Zweitligisten Shonan Bellmare. Für den Verein absolvierte er 53 Spiele. Im August 2005 wechselte er zum Ligakonkurrenten Yokohama FC. Für den Verein absolvierte er 12 Spiele. 2006 wechselte er zum Drittligisten FC Kariya. Im Juli 2007 beendete er seine Karriere als Fußballspieler.